# Ethel Lina White
Ethel Lina White (2 d'abril de 1876 – 13 d'agost de 1944) va ser una escriptora britànica d'Abergavenny, Monmouthshire (Gal·les). Va ser coneguda sobretot per la novel·la The wheel spins (1936), en la qual es va basar la pel·lícula d'Alfred Hitchcock de 1938 Alarma a l'exprés.

## Joventut
Ethel Lina White va néixer a Abergavenny el 1876, filla de William White, constructor i inventor de la Hygeian Rock Building Composition, i d'Ethel C White, tots dos de Clifton, Bristol. Tenia vuit germans i germanes. El seu pare va inventar un compost de betum i ciment que va ser el primer material de construcció impermeable i que es va utilitzar en la construcció del metro de Londres, la qual cosa va fer rica la seva família.
White va créixer a Fairlea Grange, que va ser construïda a la dècada de 1880 pel seu pare, i va començar a escriure quan era petita i a contribuir amb assaigs i poemes a diaris infantils. Va aprovar l'examen governamental (segona classe) en dibuix a mà alçada a la Newport School of Art el 1890. Més tard va començar a escriure contes, però van passar uns anys abans que escrigués llibres. Vivia a Abergavenny l'any 1911.

## Carrera com a escriptora
El 1917 White treballava a Londres al Ministeri de Pensions, però el 1919 va dimitir per un avançament de 10 lliures per escriure, i després va dir que era perquè no li agradava "la falta d'aire fresc i la vida d'oficina". Les seves publicacions la van convertir en una de les escriptores de novel·la negra més conegudes a la Gran Bretanya i els Estats Units els anys 30 i 40.
Les tres primeres obres de White, publicades entre 1927 i 1930, eren novel·les corrents. La seva primera novel·la policial, publicada el 1931, va ser Put out the light. Encara que avui dia no és gaire coneguda, en la seva època rebia tanta atenció com escriptores com Dorothy L. Sayers i Agatha Christie. Les seves obres han tingut un renaixement els darrers anys amb una adaptació escènica de The lady vanishes que va fer una gira pel Regne Unit el 2001, una emissió de la BBC d'una versió abreujada a BBC Radio 4 i una adaptació de la BBC TV el 2013. Moltes de les seves obres exhaurides han reaparegut recentment a Amazon Kindle.

## Mort
Ethel Lina White va morir de càncer d'ovari a Londres el 1944 a 68 anys. La seva propietat estava valorada en 5.737 lliures. El seu testament diu: "Dono i llego a [la meva germana] Annis Dora White tot el que tinc, amb la condició que pagui a un cirurgià qualificat perquè em clavi un ganivet al cor després de la meva mort", que reflectia la seva por de tota la vida a ser enterrada viva, un tema que va aparèixer a la seva novel·la The first time he died, publicada el 1935.

## Adaptacions
La primera adaptació cinematogràfica de l'obra de White va ser The wheel spins, rebatejada com a Alarma a l'exprés (The lady vanishes en anglès). La novel·la es podria haver portat al cinema poc després de ser publicada, el 1936, però va quedar en un calaix fins que Alfred Hitchcock no la va assumir. Tot i que The lady vanishes es considera un dels cims de la carrera del director, Hitchcock va estar a punt de no rodar-la, i només ho va fer per complir el contracte d'estudi amb Gainsborough Pictures.
L'èxit de The lady vanishes va generar interès per filmar més pel·lícules dels seus llibres. El 1945, la seva novel·la Midnight house es va convertir en The unseen, dirigida per Lewis Allen. Poc després va arribar una adaptació de Some must watch, una de les novel·les anteriors de White. De nou es va canviar el nom de la novel·la i es va convertir en L'escala de cargol, que va obtenir una nominació a l'Oscar a la millor actriu secundària per a Ethel Barrymore. El 1979 Elliott Gould en va fer una versió cinematogràfica.

## Commemoració
L'any 2021, s'havia d'aixecar una placa blava en un edifici de Frogmore Street, Abergavenny, per marcar el seu lloc de naixement. Va comptar amb el suport de HistoryPoints i de la societat d'història d'Abergavenny.

### Contes
- "Old man river". Reimprès, Best mystery stories (Faber & Faber, 1930)
- "Green ginger". Windsor Magazine, març de 1932
- "Rain". Windsor Magazine, abril de 1933, número 460
- "Passengers". Raleigh News & Observer, 15 d'octubre de 1933. Reimprès, Bodies from the library. Volum 4 (HarperCollins, ed. Tony Medawar, 2021)
- "An unlocked window". The Novel Magazine, abril de 1934. Reimprès, Murder at the manor: Country House Mysteries (British Library, ed. Martin Edwards, 2016)
- "Honey". Pearson's Weekly, 7 de setembre de 1935
- "Cheese". Reimprès, Capital Crimes (British Library, ed. Martin Edwards)
- "Waxworks". Australian Women's Weekly, 25 de maig de 1935. Reimprès, Silent Nights (British Library, ed. Martin Edwards, 2015)
- "White cap". Akron Beacon Journal, 31 de gener de 1942. Reimprès, Bodies from the Library. Volum 2 (HarperCollins, ed. Tony Medawar, 2019)

### Obres escèniques
- The port of yesterday (1928)